# 新竹市
新竹市是中華民國臺灣省的市，位於臺灣西北部。北邊、東北邊與新竹縣相連，西臨臺灣海峽，南鄰苗栗縣。新竹市為新竹都會區的中心城市，全市劃分為3個區，總面積約為104.1526平方公里，全境除南半部屬竹東丘陵外，其餘均為地勢低平的平原。建城於1718年，是北臺灣閩南人最早建立的城市。新竹市古名「竹塹」，係源於平埔原住民道卡斯族「竹塹社」，因九降風特別強盛，而又名「風城」。
新竹市是全球高科技代工產業的重鎮，早在日治時期，1936年臺灣總督府在新竹市成立天然瓦斯研究所，是臺灣最早成立的工業研究機構，戰後先後經歷經濟部資源委員會天然氣研究所、中國石油公司新竹研究所、經濟部聯合工業研究所，至1973年起與聯合礦業研究所、金屬工業研究所合併設立工業技術研究院。1980年代初期復因新竹科學園區的設立，吸引大批國內與國際廠商的投資與高科技人力的移居，加速了臺灣高科技產業的發展。

## 歷史

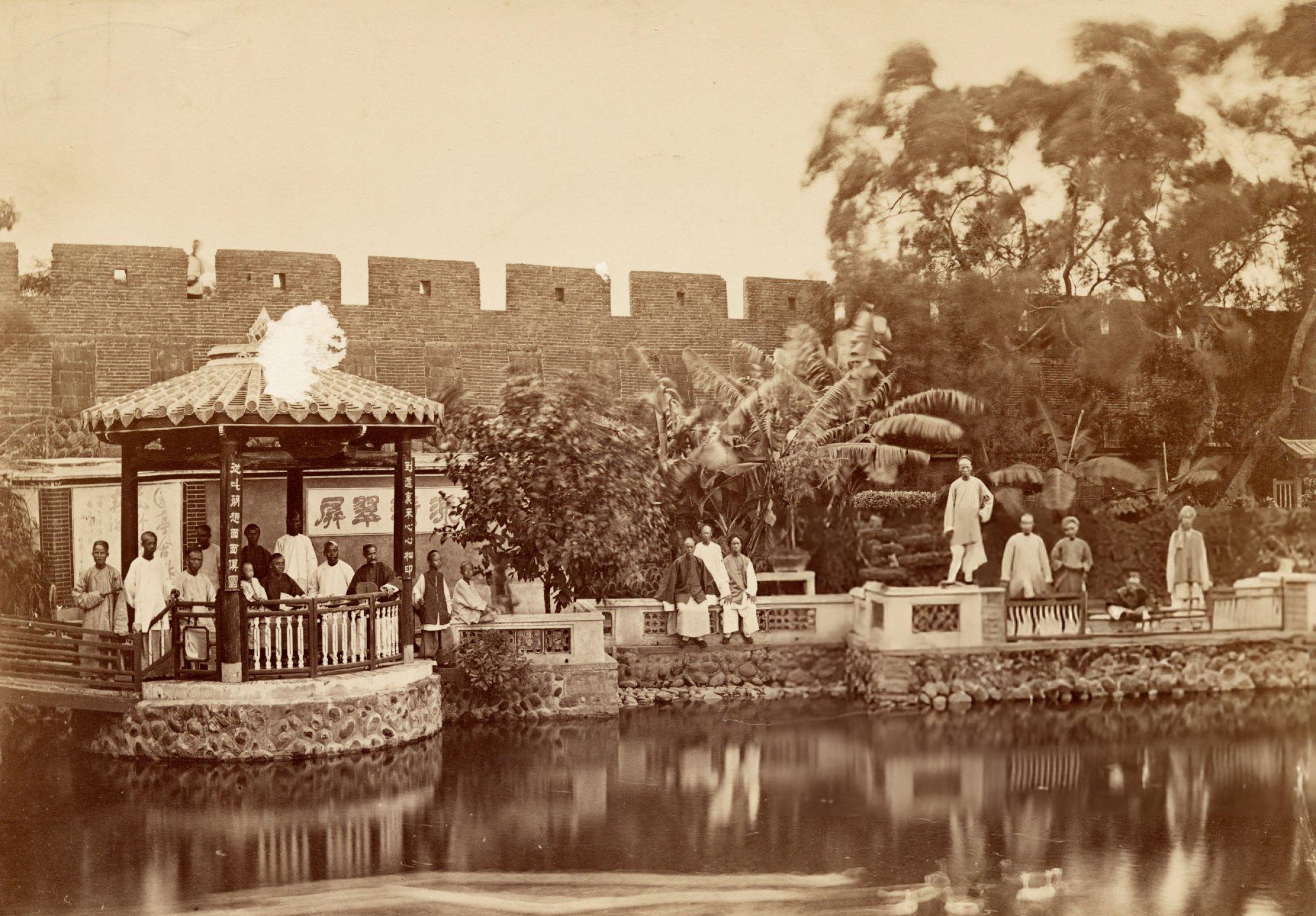
清代新竹北郭園攝影

明治二十八年（1895年）台灣進入日治時期，新竹劃屬於臺北縣新竹支廳竹北一堡:148。三十年（1897年）改隸新竹縣。三十一年（1898年）廢除新竹縣，改隸台北縣新竹辨務署。三十四年（1901年）廢縣置廳，改隸新竹廳（ Shinchiku chō）。四十二年（1909年）廢除竹北一堡，劃歸於新竹區。大正九年（1920年）廢廳置州，廢除新竹區，改隸新竹州新竹街:148。昭和五年（1930年）升為新竹市:148。十六年（1941年）香山庄與部分舊港庄和六家庄併入新竹市。1945年台灣光復，新竹劃屬於台灣省新竹市。1946年新竹縣竹東區竹東鎮與寶山鄉併入新竹市，成為竹東區與寶山區。1950年新竹縣分拆出桃園縣與苗栗縣，新竹市劃屬新竹縣新竹市:148，同時自新竹市分出竹東區、寶山區與香山區，改制為新竹縣竹東鎮、寶山鄉與香山鄉。1982年新竹市與新竹縣之香山鄉合併，同時重新升格為台灣省新竹市。:148

### 明鄭時期
新竹故名「竹塹」，原為平埔族道卡斯族竹塹社社域:102。1626年西班牙統治北台灣後，曾有西班牙傳教士行至此地。新竹地區的開發要追溯到1661年鄭成功自金門揮兵、經過澎湖，向支配臺灣島的荷蘭東印度公司進軍，取得統治權後，大量的漢人來臺開墾，入台令部屬屯墾算起，主要屯田蓬山、後壠地區，勢力廣及竹塹。隸屬天興縣，並置通事管理「竹塹番社」。

### 清治時期
康熙二十二年（1683年）臺灣納入大清版圖，二十三年（1684年）竹塹劃屬諸羅縣。三十年（1691年）福建省泉州府同安縣人王世傑獲准帶領親族180餘人與同安縣同鄉以暗街仔為中心向市區發展，同時向竹塹社族人取得土地墾植，廣興水利開發良田，形成閩南人移民聚落。
雍正元年（1723年）配合北臺灣的開發，改隸新成立的彰化縣淡水廳。九年（1731年）淡水廳升格為散廳，由淡水撫民同知管理。十一年（1733年）淡水廳治從彰化縣沙轆移至竹塹，並以莿竹建城，自此竹塹逐漸成為北臺灣的政經中心。道光七年（1827年）進士鄭用錫等人呈請興建新城獲准，由淡水撫民同知李慎彝擘劃，於八年（1828年）淡水廳城開始改以磚石建造城牆與四座城樓。
光緒元年（1875年）臺灣府分設二府，大甲以北設臺北府，分淡水廳為淡水縣、新竹縣與基隆廳，同時竹塹改稱新竹，淡水廳城成為新竹縣城。係取竹塹之「竹」，加「新」字而為新竹，意即新的竹塹城，仍以竹塹城為縣治。自此以後，竹塹城漸被改稱為新竹城，竹塹地區亦漸改名新竹地區。十三年（1887年）設立福建臺灣省，並分三府，新竹仍屬臺北府，同時分新竹縣南部成立苗栗縣。

### 日治時期

新竹州廳（今新竹市政府大樓）

1895年乙未戰爭中新竹成為抵抗日軍接收北台灣的重要據點。戰後總督府將福建臺灣省的3府1州改為3縣（臺灣府改為臺中縣，臺東直隸州降級歸臺南縣管轄），原府下轄的縣改為縣轄的支廳；臺北府新竹縣因此改為臺北縣新竹支廳管理，轄區約為今之新竹縣市與桃園市南側、苗栗縣北側。1897年新竹支廳升格為新竹縣，並擴大南側的轄區至今之苗栗縣南側，下轄數個辨務署，其中新竹辨務署的轄區已與今之新竹市差不多，並多管轄今竹北除了舊港（原稱竹塹港，竹北沿海）一帶。隔年新竹縣被廢，今之苗栗縣中南側地區併入臺中縣管理，其餘歸臺北縣所轄；而新竹辨務署轄區南擴大到臺中臺北2縣縣界和今之新竹縣（不含湖口新豐新埔關西）。隔年全台辨務署整併，新竹辨務署併入今湖口、新豐、新埔等地區。
1901年廢縣置廳，基本上原辨務署直接變成一級的廳，新竹辨務署改為新竹廳，轄區不變。1909年苗栗廳廢廳，被併入新竹廳及臺中廳，新竹廳範圍擴大到約今之苗栗縣與新竹縣市；今之新竹市範圍約為新竹廳直轄（不設支廳地區）的新竹區（約今之東南西北四大路圍起來的地方）、樹林頭區（今北區和東區）、香山區。1920年廢廳置州，合併新竹廳、桃園廳為「新竹州」，州治設於新竹郡新竹街，新竹郡郡治亦設於新竹街；新竹街之範圍約為今之北區、東區不含南寮地區。1930年1月新竹街升格為新竹市，自新竹郡分出，置市役所，仍為州廳和郡役所之所在地。1941年合併香山庄全部及舊港、六家庄之一部分，擴大行政區域，下設25個區會協助推行市政。

### 中華民國時期

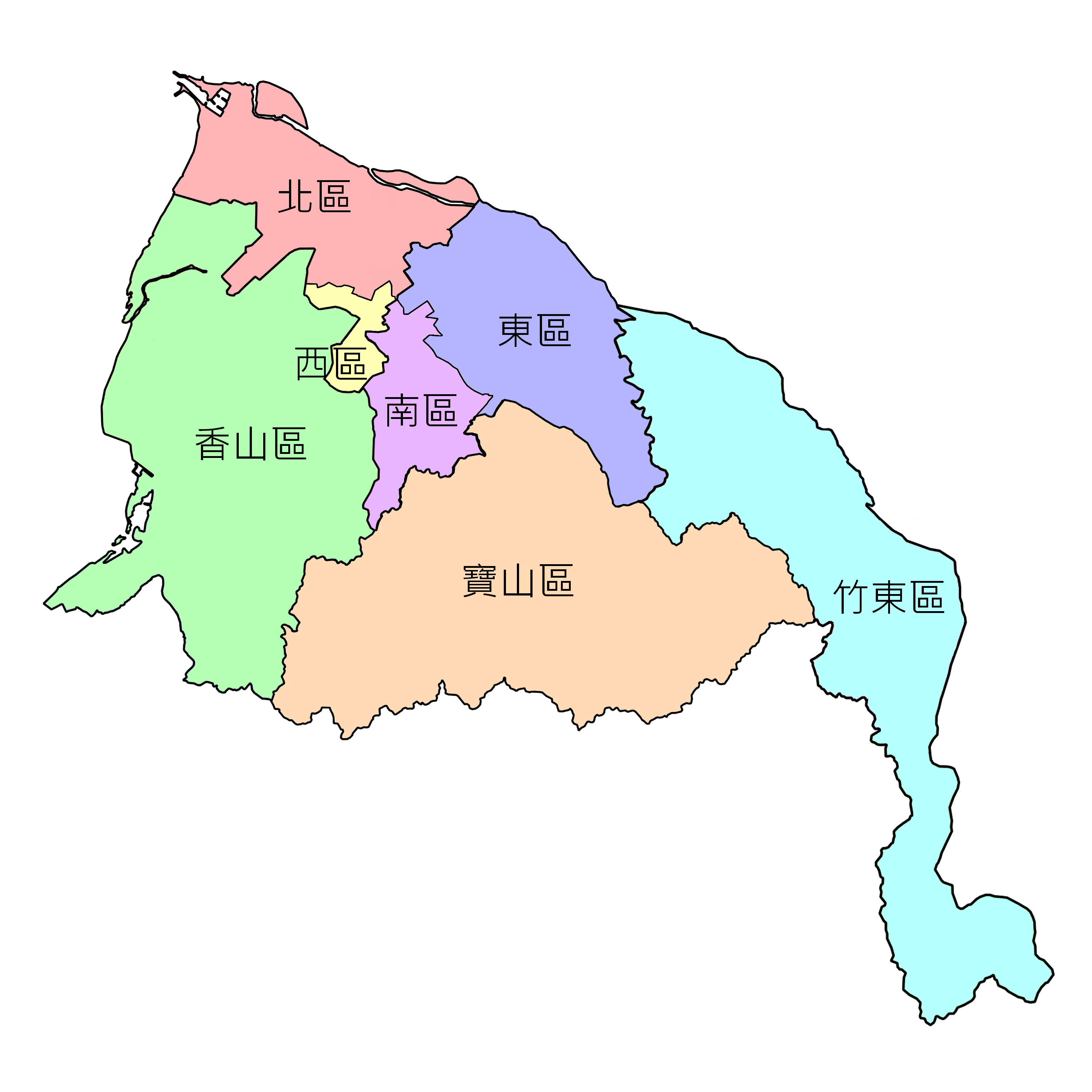
1945年到1950年間的新竹市行政區劃

第二次世界大战結束日本戰敗後，中華民國國民政府將新竹州改為臺灣省新竹縣，並接收新竹市役所，改為新竹市政府，隸屬於接管委員會，將原日治時期所設25區改為9區，同時接收原新竹州各郡役所。1945年10月30日改為台灣省新竹市，新竹縣縣治則改至桃園鎮，新竹市政府遷入原州廳辦公室；1946年將原轄的9區整併東、西、南、北、香山等5區，東區區公所設於中正路40號、西區區公所設於省立新竹醫院（今遠百）、南區區公所設於新竹寺（今南門公園）、北區區公所設於北門派出所。總面積約101平方公里，由於由日治州轄市改制的省轄市比起當時中華民國其他省份的省轄市，規模與人口都不足，因此同年將新竹縣竹東區的竹東鎮與寶山鄉併入新竹市成為竹東區和寶山區，總面積約209平方公里，為當時全台9個省轄市中面積僅次屏東市第2大，人口約120,000人則為第4多，人口密度則位列第6。
1950年底實施地方自治，台灣省行政區劃重劃，新竹縣改劃分為桃園縣、新竹縣、苗栗縣等3縣，新竹縣、市合併，新竹市降為縣轄市，並將竹東、寶山、香山等3區自新竹市析出，改制為竹東鎮、寶山鄉、香山鄉，隸屬新竹縣，此時新竹市總面積約49平方公里。原新竹市政府辦公處改為新竹縣政府辦公處，新竹市公所址則置於中正路原東區區公所，1955年夏遷入林森路原縣立中學辦公（今中興百貨處），1975年再遷至民族路今東區區公所址。而東、南、西、北四區雖廢除，但仍作為新竹縣議會的選區劃分。
1982年7月1日新竹市與新竹縣之香山鄉合併，再次升格為省轄市，並成立新竹市政府，初不設區，1990年11月1日，將市區依照自戰後以來劃分的議員選區，以原東區和南區選區為東區、北區和西區選區為北區、以及香山區並置區公所，正式分區治事。但東、南、西、北四選區仍繼續存在於今新竹市議會選區劃分。

## 地理

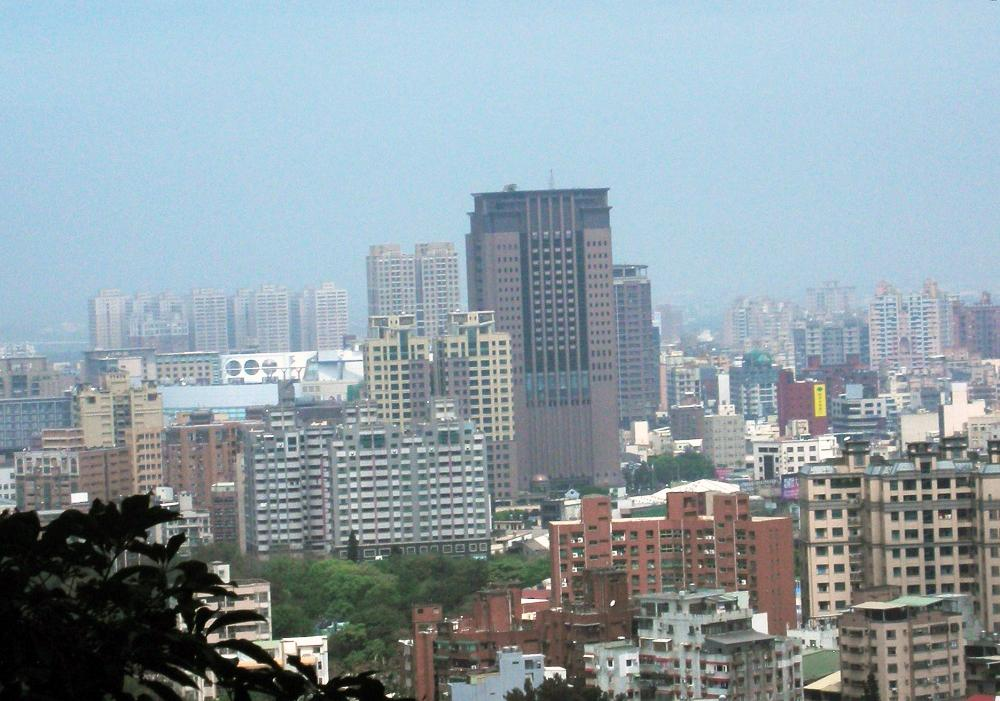
十八尖山所見之新竹市景

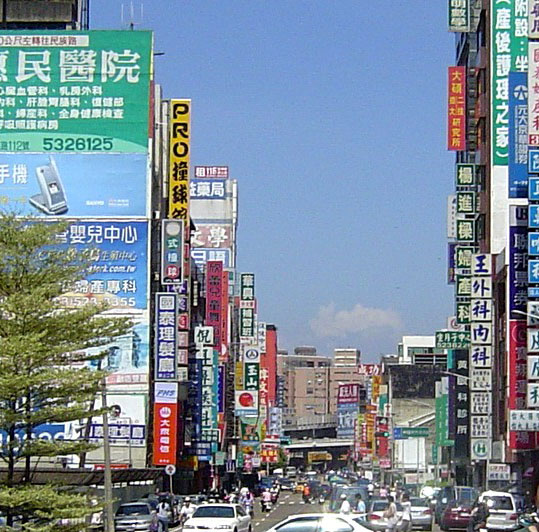
新竹市區街道

### 水文
新竹市的河川由北而南依次為頭前溪、客雅溪、三姓公溪、大庄溪、頂寮溪、汫水港溪、海山川及鹽水港溪，均為由東向西流入海。其中除頭前溪發源於雪山山脈西麓外，其餘均發源於竹東丘陵。
頭前溪流經本市北部邊界於南寮北側入海，水系全長63.04公里，為新竹市、最大的河川，也是形成新竹平原的兩大主要沖積源之一。中、下游建有許多水利工程，以灌溉包括本市在內的新竹平原農地。客雅溪發源於竹東丘陵，全長約24公里，流經本市鬧區南側而於罟寮附近入海。鹽港溪也是發源於竹東丘陵，流經本市最南端的內湖地區而於灰窯附近入海。

### 氣候
新竹市属于海洋性副热带季风气候，全年有雨，但夏冬兩季較易缺水，夏季的降水貢獻，主要來自在西太平洋形成的颱風，其次是午後對流雨，冬春兩季以鋒面雨較多。全年無雪，在2016年1月24日有下雪花的紀錄。（雖氣象局稱其為冰霰，但其實許多市民撿到完整的雪花）竹風蘭雨是台灣北部秋冬的氣候特色，自苗栗縣到新北市為風區，新北市到宜蘭縣為雨區，兩者交界大約在淡水、八里一帶。新竹市於5、6月梅雨季時，總雨量時常為彰化以北半個台灣之中，相對較高的，與其特殊地形有關。除冬季東北季風肆虐時，風寒效應造成之低溫，新竹市全年氣候相當平和、舒適。
春季受大陸冷高壓影響，仍盛行東北風，偶有南風，偶有暖濕氣流交會之平流霧。春末時新竹市處於相當舒適的季節。
夏季前期盛行西南風，後期受太平洋高氣壓北移、西伸影響，地面風場轉吹東南風至東風，吹偏南風時易有午後雷陣雨，偶有颱風侵台出現大量的降雨。
秋季盛行風逐漸轉為東北風，風場轉向時，配合天氣系統影響，吹強烈東風時，受地形影響產生作用，溫度偏高，仍有颱風帶來降雨之機會。
冬季盛行東北風，常受大陸冷高壓影響，溫度偏低，於高壓東移出海時，溫度回升，地面風場轉東風時，放晴機會較高。於12-2月時，由於強烈大陸冷氣團的來襲所形成的數波寒流影響，常有數天因輻射冷卻效應使清晨低溫異於正常。
| 新竹（平均數據1992-2020年，極端數據1938-2023年更新中） | 新竹（平均數據1992-2020年，極端數據1938-2023年更新中） | 新竹（平均數據1992-2020年，極端數據1938-2023年更新中） | 新竹（平均數據1992-2020年，極端數據1938-2023年更新中） | 新竹（平均數據1992-2020年，極端數據1938-2023年更新中） | 新竹（平均數據1992-2020年，極端數據1938-2023年更新中） | 新竹（平均數據1992-2020年，極端數據1938-2023年更新中） | 新竹（平均數據1992-2020年，極端數據1938-2023年更新中） | 新竹（平均數據1992-2020年，極端數據1938-2023年更新中） | 新竹（平均數據1992-2020年，極端數據1938-2023年更新中） | 新竹（平均數據1992-2020年，極端數據1938-2023年更新中） | 新竹（平均數據1992-2020年，極端數據1938-2023年更新中） | 新竹（平均數據1992-2020年，極端數據1938-2023年更新中） | 新竹（平均數據1992-2020年，極端數據1938-2023年更新中） |
| 月份                                                   | 1月                                                    | 2月                                                    | 3月                                                    | 4月                                                    | 5月                                                    | 6月                                                    | 7月                                                    | 8月                                                    | 9月                                                    | 10月                                                   | 11月                                                   | 12月                                                   | 全年                                                   |
| ------------------------------------------------------ | ------------------------------------------------------ | ------------------------------------------------------ | ------------------------------------------------------ | ------------------------------------------------------ | ------------------------------------------------------ | ------------------------------------------------------ | ------------------------------------------------------ | ------------------------------------------------------ | ------------------------------------------------------ | ------------------------------------------------------ | ------------------------------------------------------ | ------------------------------------------------------ | ------------------------------------------------------ |
| 历史最高温 °C（°F）                                    | 30.3 (86.5)                                            | 30.6 (87.1)                                            | 33.8 (92.8)                                            | 34.1 (93.4)                                            | 35.5 (95.9)                                            | 37.4 (99.3)                                            | 38 (100)                                               | 39.4 (102.9)                                           | 38.8 (101.8)                                           | 37.9 (100.2)                                           | 34.4 (93.9)                                            | 31.1 (88.0)                                            | 39.4 (102.9)                                           |
| 平均高温 °C（°F）                                      | 19.1 (66.4)                                            | 19.4 (66.9)                                            | 21.6 (70.9)                                            | 25.6 (78.1)                                            | 28.9 (84.0)                                            | 31.5 (88.7)                                            | 33.2 (91.8)                                            | 32.8 (91.0)                                            | 31.2 (88.2)                                            | 28 (82)                                                | 25.1 (77.2)                                            | 21.1 (70.0)                                            | 26.5 (79.7)                                            |
| 日均气温 °C（°F）                                      | 15.7 (60.3)                                            | 16 (61)                                                | 18 (64)                                                | 21.9 (71.4)                                            | 25.2 (77.4)                                            | 27.9 (82.2)                                            | 29.3 (84.7)                                            | 28.9 (84.0)                                            | 27.3 (81.1)                                            | 24.4 (75.9)                                            | 21.5 (70.7)                                            | 17.7 (63.9)                                            | 22.8 (73.0)                                            |
| 平均低温 °C（°F）                                      | 13.1 (55.6)                                            | 13.4 (56.1)                                            | 15.2 (59.4)                                            | 18.9 (66.0)                                            | 22.2 (72.0)                                            | 24.9 (76.8)                                            | 26 (79)                                                | 25.8 (78.4)                                            | 24.4 (75.9)                                            | 21.8 (71.2)                                            | 18.8 (65.8)                                            | 15.1 (59.2)                                            | 20 (68)                                                |
| 历史最低温 °C（°F）                                    | −0.1 (31.8)                                            | 3.5 (38.3)                                             | 3.4 (38.1)                                             | 4.9 (40.8)                                             | 11.7 (53.1)                                            | 14.7 (58.5)                                            | 20.2 (68.4)                                            | 18.9 (66.0)                                            | 14.7 (58.5)                                            | 9.5 (49.1)                                             | 6.6 (43.9)                                             | 4 (39)                                                 | −0.1 (31.8)                                            |
| 平均降雨量 mm（）                                      | 75.7 (2.98)                                            | 123 (4.8)                                              | 159.8 (6.29)                                           | 161.9 (6.37)                                           | 249 (9.8)                                              | 252 (9.9)                                              | 120.2 (4.73)                                           | 197.1 (7.76)                                           | 174.5 (6.87)                                           | 53.6 (2.11)                                            | 51.1 (2.01)                                            | 57.7 (2.27)                                            | 1,675.6 (65.89)                                        |
| 平均降雨天数（≥ 0.1 mm）                               | 9.8                                                    | 11.3                                                   | 13.5                                                   | 12.7                                                   | 12                                                     | 10.6                                                   | 7.9                                                    | 10.7                                                   | 8.9                                                    | 5.5                                                    | 6.8                                                    | 8                                                      | 117.7                                                  |
| 平均相對濕度（％）                                     | 78.3                                                   | 80.4                                                   | 79.6                                                   | 78.4                                                   | 78.1                                                   | 77                                                     | 74.3                                                   | 75.9                                                   | 74.5                                                   | 73.8                                                   | 75.5                                                   | 76.3                                                   | 76.8                                                   |
| 月均日照時數                                           | 106.7                                                  | 91                                                     | 101                                                    | 111.6                                                  | 145.4                                                  | 185                                                    | 240.6                                                  | 209.7                                                  | 193.5                                                  | 190                                                    | 144.8                                                  | 126.1                                                  | 1,845.4                                                |
| 来源：中央氣象局                                       |                                                        |                                                        |                                                        |                                                        |                                                        |                                                        |                                                        |                                                        |                                                        |                                                        |                                                        |                                                        |                                                        |

### 族群分佈
1926年的普查統計中，顯示出新竹市區閩南移民對於廣東移民擁有壓倒性的人口優勢。（以移民時清朝及明朝的區域劃分福建省及廣東省。）

| 省份／居民（千人） | 福建 53.5 | 福建 53.5 | 福建 53.5 | 福建 53.5 | 福建 53.5 | 福建 53.5 | 福建 53.5 | 福建 53.5 | 福建 53.5 | 廣東 12.1 | 廣東 12.1 | 廣東 12.1 | 其他 0.1 |
| ------------------ | --------- | --------- | --------- | --------- | --------- | --------- | --------- | --------- | --------- | --------- | --------- | --------- | -------- |
| 州府／居民（千人） | 泉州 52.5 | 泉州 52.5 | 泉州 52.5 | 漳州 0.4  | 汀州 0.0  | 龍巖 0.0  | 福州 0.3  | 興化 0.1  | 永春 0.2  | 潮州 2.4  | 嘉應 3.7  | 惠州 6.0  | 其他 0.1 |
| 地區／居民（千人） | 安溪 5.1  | 同安 16.7 | 三邑 30.7 | 漳州 0.4  | 汀州 0.0  | 龍巖 0.0  | 福州 0.3  | 興化 0.1  | 永春 0.2  | 潮州 2.4  | 嘉應 3.7  | 惠州 6.0  | 其他 0.1 |
| 舊 港              | 0.3       | 7.9       | 2.8       | -         | -         | -         | -         | -         | -         | -         | 2.6       | -         | -        |
| 新 竹 街           | 4.0       | 6.0       | 19.5      | 0.2       | -         | -         | 0.2       | -         | 0.2       | 0.1       | 0.2       | 3.2       | 0.1      |
| 香 山              | 0.4       | 2.5       | 8.2       | -         | -         | -         | -         | -         | -         | 0.4       | 0.1       | 1.1       | -        |
| 六 家              | 0.4       | 0.3       | 0.2       | 0.2       | -         | -         | 0.1       | 0.1       | -         | 1.9       | 0.8       | 1.7       | -        |

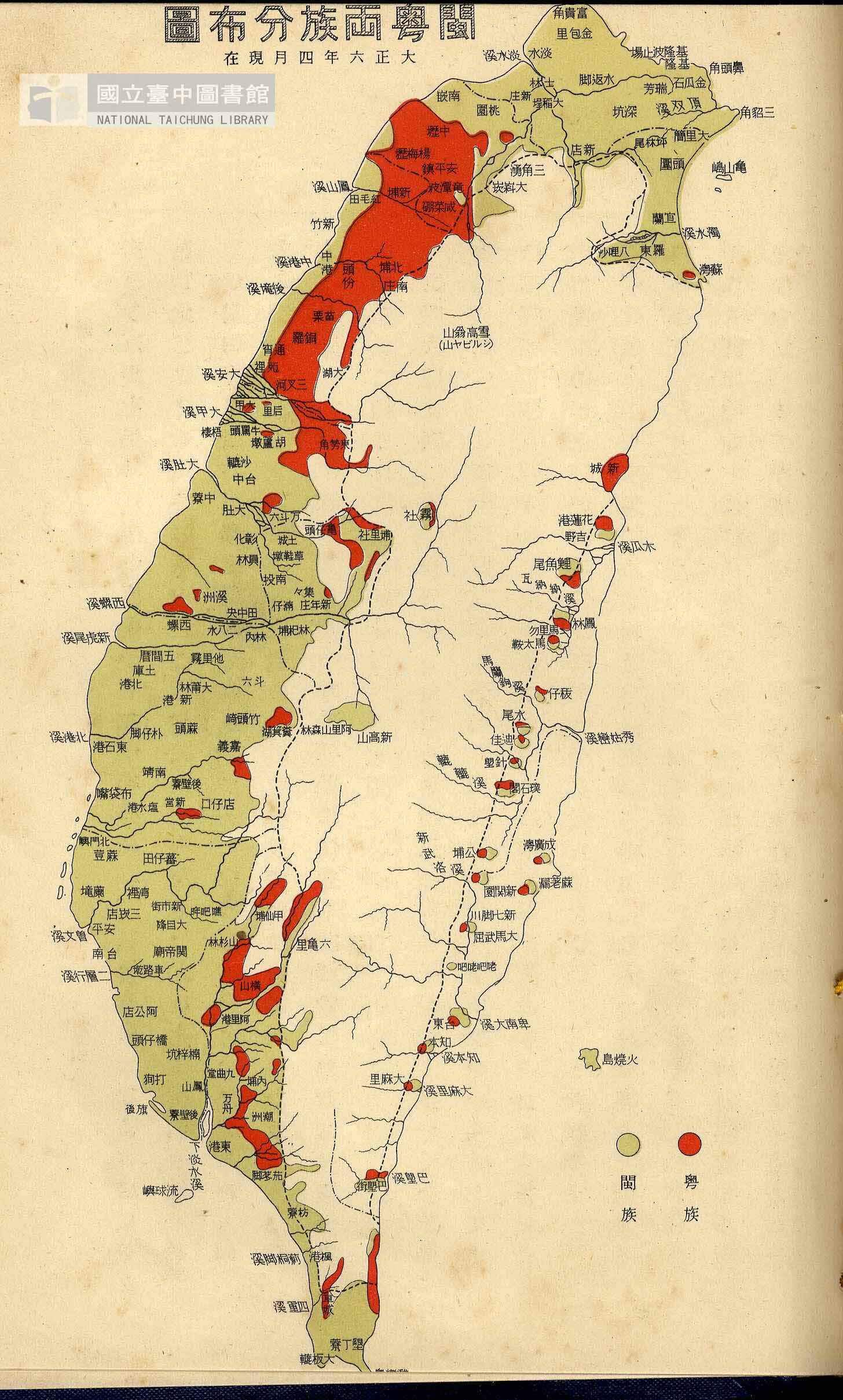
1927 閩客(粵)兩族分布圖

早期的大新竹地區（今桃竹苗地區）原本是台灣原住民竹塹社（為平埔原住民中道卡斯族的一支）的傳統世居地，周遭的山區則有賽夏族、泰雅族分佈。在漢人開始移居台灣之後，因市區有大面積耕作田園，多次大規模閩客械鬥，客家人侵犯市區的閩南人，在幾波的攻擊無法進犯下，退居新竹郊區、中壢地區和苗栗山區等地，民國三十九年（1950年）8月，新竹市廢除省轄市資格降為縣轄市,客家人當地方行政首長，民國71年（1982年），新竹再次改制為省轄市前夕，大量拋售市府資產(案例:新竹州圖書館)，造成日後地方選舉上壁壘分明的態勢。市區與竹塹城周邊與沿海以閩南人主要的移居地區，客家人則多分布於大新竹郊區。
現今新竹市還是以閩南人為多數，但比例相對以往下降，而客家人居次，及民國38年後來台佔有一定比例的外省人共融的城市。今日的新竹市，客家人與外省人，多數分布在本市的東區，閩南人主要分布於北區及香山區。另外，依據中華民國客家委員會2010年至2011年的全國客家人口基礎資料調查研究，新竹市市區閩南人60%多，客家人口占25%，其他占10%多。在其它行政區比例，東區的閩南人55%、客家人口占37%，香山區閩南人70%、客家人口占21%，兩區被列為臺灣客家文化重點發展區。

## 區劃人口
| 新竹市行政區劃示意圖 |
| 新竹市行政區劃       |

新竹市在民國三十四年（1945年）改制為省轄市，初分為九區:55－56，後於民國三十五年（1946年）改劃分為東、西、南、北、香山五區，同時竹東、寶山自新竹縣劃入，併為竹東區、寶山區:56。民國三十九年（1950年）調整行政區域，新竹市改為東、西、南、北四區及香山、竹東、寶山等一鎮二鄉:66－67。民國四十年（1951年）將東、西、南、北四區撤銷為一個縣轄市:67。民國七十一年（1982年）與香山鄉合併升格為省轄市後，行政區劃於民國七十九年（1990年）行政區再度劃分為東、北、香山等三區:69，在區與里之間設有「聯里」以促進生活圈相近的里發展；東區、北區各設有六個聯里，香山則設有三個。

## 政治

### 市政組織
新竹市政府是新竹市的地方自治行政機關，在中華民國政府架構中為市自治的行政機關，並負責執行中央機關委辦事項，新竹市的自治監督機關為行政院各部會（主要為內政部）。市長由全體市民直接選舉產生，任期為四年，可連選連任一次。新竹市政府並置市政會議，為市政最高決策機構，在市長及副市長之下，設有15個一級單位、6個所屬一級機關、3個區公所、18個所屬二級機關、46所各級學校、1所幼兒園。
新竹市市長是新竹市政府之行政首長，負責綜理市政，並指揮、監督所屬職員及機構，本屆市長原為台灣民眾黨籍的高虹安；2024年7月26日因貪污案一審有罪而被停職，由同黨籍副市長邱臣遠代理市長職務。
新竹市議會是新竹市的立法机关，代表新竹市全體市民立法和監察市政。市議員由公民直選選出，任期為四年，可連選連任。新竹市議會共有23位市議員，分別為第一選區12席市議員、第二選區4席市議員、第三選區2席市議員、第四選區9席市議員、第五選區6席市議員、第六選區1席市議員，議長、副議長由34位市議員互選產生。

### 選民結構及政治勢力
新竹市位於台灣西北部沿海地區，於1982年升格為省轄市。隨著新竹科學工業園區設立，吸引了大批國內與國際廠商的投資，及許多高科技人力移居，帶動新竹市的發展與人口成長。。
新竹市原本為泛藍基本盤極高的地區，泛藍領先泛綠十幾個百分點左右，唯近期呈現泛綠領先的態勢。由於經濟與都市化的發展，及高學歷人口的流入，本市傳統地方派系也隨著式微，轉由政黨、理念、宗親主導當地選舉。
該市選舉史上，政黨光譜相當多元，執政權曾在藍綠間數度輪替，黨外力量亦曾潮起潮落。1980年代初期，新竹市曾為黨外重鎮，「施家班」勢力如日中天。在全盛時期，家族成員曾同時掌握市府、及本市唯一一席省議員。經過激烈競爭，國民黨遲至1985年，方首度奪得執政權。民進黨亦於1990年代末期，首度奪得市長寶座。親民黨則於2001年中華民國立法委員選舉時，一舉超越藍綠陣營，高居各黨得票之首。2010年至2018的年市議會龍頭，更是由第三勢力，無黨籍「新民意問政聯盟」掌握。2018年至2020年間，中國國民黨為議會多數黨。
該市立法委員選舉按中華民國現行選制，全境同屬一個立法委員選區新竹市選舉區，得選出一位立法委員。現任新竹市選舉區所選出的立法委員是2024年中華民國立法委員選舉選出的中國國民黨籍鄭正鈐。

#### 歷任市長
| 屆次   | 市長           | 市長           | 市長          | 就任時間               | 卸任時間       | 備註                   |
| ------ | -------------- | -------------- | ------------- | ---------------------- | -------------- | ---------------------- |
| 1      |                |                | 施性忠 （無） | 1982年7月1日           | 1983年12月31日 | 縣轄市長改聘，因案停職 |
| 代理   |                |                | 張賢東 （國） | 1983年12月31日         | 1984年4月7日   | 臺灣省政府委員代理     |
| 代理   |                |                | 陳丕勣 （國） | 1984年4月7日           | 1984年7月2日   | 臺灣省政府委員代理     |
| 1 補選 |                |                | 施性忠 （無） | 1982年7月1日           | 1983年12月31日 | 補選，因案入獄被解職   |
| 代理   |                |                | 陳正雄 （國） | 1985年7月10日          | 1985年12月20日 | 臺灣省政府委員代理     |
| 2      |                |                | 任富勇 （國） | 1985年12月20日         | 1989年12月20日 |                        |
| 3      |                |                | 童勝男 （國） | 1989年12月20日         | 1993年12月20日 |                        |
| 4      | 1993年12月20日 | 1997年12月20日 | 童勝男 （國） |                        |                |                        |
| 5      |                |                | 蔡仁堅 （民） | 1997年12月20日         | 2001年12月20日 |                        |
| 6      |                |                | 林政則 （國） | 2001年12月20日         | 2005年12月20日 |                        |
| 7      | 2005年12月20日 | 2009年12月20日 | 林政則 （國） |                        |                |                        |
| 8      |                |                | 許明財 （國） | 2009年12月20日         | 2014年12月25日 |                        |
| 9      |                |                | 林智堅 （民） | 2014年12月25日         | 2018年12月25日 |                        |
| 10     | 2018年12月25日 | 2022年7月8日   | 林智堅 （民） | 任內辭職參選桃園市市長 |                |                        |
| 代理   |                |                | 陳章賢 （無） | 2022年7月8日           | 2022年12月25日 | 新竹市政府秘書長代理   |
| 11     |                |                | 高虹安 （眾） | 2022年12月25日         | 2024年7月26日  | 因案停職               |
| 代理   |                |                | 邱臣遠 （眾） | 2024年7月26日          | 現任           | 新竹市政府副市長代理   |

### 司法暨檢察機關
臺灣新竹地方法院是新竹地區的司法機關，屬於普通法院，當地居民之民、刑訴訟和審理由該機關辦理，其上訴法院為臺灣高等法院。臺灣新竹地方檢察署是新竹地區的檢察機關，為當地檢察官執行檢察事務之執行機關。

### 城市獎項、榮譽、國際會展主辦
新竹市為2010年第七屆世界科技城市聯盟的主辦城市，主題為面臨全球氣候變遷之科技城市應對經驗及策略，全球共三十四國外賓與會。
新竹市於2020年10月1日至10月11日舉辦台灣設計展；原定將於2021年2月26日至3月7日舉辦台灣燈會，但為了避免COVID19(新型冠狀病毒)擴大傳染，新竹市政府緊急停辦2021台灣燈會。
新竹市在全球化與世界城市研究網絡（簡稱GaWC）發表的2020年世界級城市名冊中被定義和歸屬於Sufficiency（自足）級別的國際城市，但在2022的名冊中被除名。

## 經濟

### 稅收
- 106年度 (2017) 台灣各縣市所得稅排名統計資料：

| 行政區                  | 人口數      | 營利事業所得稅小計 ( 單位:千元 ) | 綜合所得稅小計 ( 單位:千元 ) | 所得稅總計 ( 單位:千元 ) |
| 台北市                  | 2,658,615人 | 155,516,645                      | 221,749,595                  | 377,266,240              |
| 新竹市                  | 447,081人   | 75,852,879                       | 51,218,695                   | 127,071,574              |
| 新北市（台北縣_改制後） | 4,003,297人 | 60,157,372                       | 53,127,324                   | 113,284,696              |
| 台中市（改制後）        | 2,809,545人 | 41,476,126                       | 31,963,234                   | 73,439,360               |
| 桃園市（改制後）        | 2,232,623人 | 37,586,839                       | 29,068,722                   | 66,655,561               |
| 高雄市（改制後）        | 2,773,026人 | 34,841,979                       | 30,251,871                   | 65,093,850               |
| 台南市（改制後）        | 1,886,465人 | 22,774,147                       | 16,671,499                   | 39,445,646               |

新竹市東區關新里的所得總額中位數高達252.9萬，比台北市2017年度之冠文山區政大里的121.3萬高出許多，成為該年度的全台之冠。

### 統計
2016年6月，15歲以上之民間人口約有35萬4千，勞動力有21萬2千，就業者有20萬4千，失業者8千，非勞動力14萬2千，勞動力參與率60.0%，失業率3.9%。

### 聖誕燈泡產業
1966（民國55）年，聖誕燈泡和裝飾燈製造廠激增至八十餘家。60年代，臺灣是全世界生產聖誕燈泡最多的地區，完全有賴於新竹傾全城之力趕工。

### 天然氣瓦斯
1936年8月成立的「天然瓦斯研究所」，隸屬於台灣總督府。新竹市是台灣首先使用瓦斯的地區。

### 工業
- 新竹的高科技產業聞名國際，該區設有工業技術研究院、新竹科學園區、國家太空中心、國家同步輻射研究中心、財團法人食品工業發展研究所、國家衛生研究院等科技研發園區。
- 1980（民國69）年，新竹科學工業園區成立，新竹玻璃產業亦逐步擴及到最先進且微小的高科技產品，例如磁氣光學效果玻璃、半導體IC薄片、電腦基板、玻璃光纖、LCD薄板、奈米玻璃、微結晶玻璃……，甚至人工骨骼。
- 傳統產業有玻璃、新竹米粉、貢丸及蓪草等。

### 石油天然氣
台灣中油已先後在新竹外海等地鑽探，迄今鑽井共132口，在新竹外海的長康（CBK）油田，是迄今最成功的案例,1986年10月31日開始生產，曾經平均每天可生產天然氣約60萬立方公尺及原油數千桶。

### 台灣荔枝故鄉
台灣的荔枝於明鄭時期由漢人移民引入台灣種植，於兩百多年前即於新竹郡香山庄有栽種紀錄，目前仍以香山地區為台灣最北、收成最晚的荔枝產地，每年六、七月收成。
新竹市主要栽種有黑葉、糯米、桂味三種荔枝，品質與南部不同，其中以黑葉荔枝為大宗。市政府亦透過舉行「新竹市荔枝節」，製作荔枝貢丸、輔導果園開放民眾採果，以宣傳農產品、增加新竹荔枝的能見度。

### 新竹科學工業園區

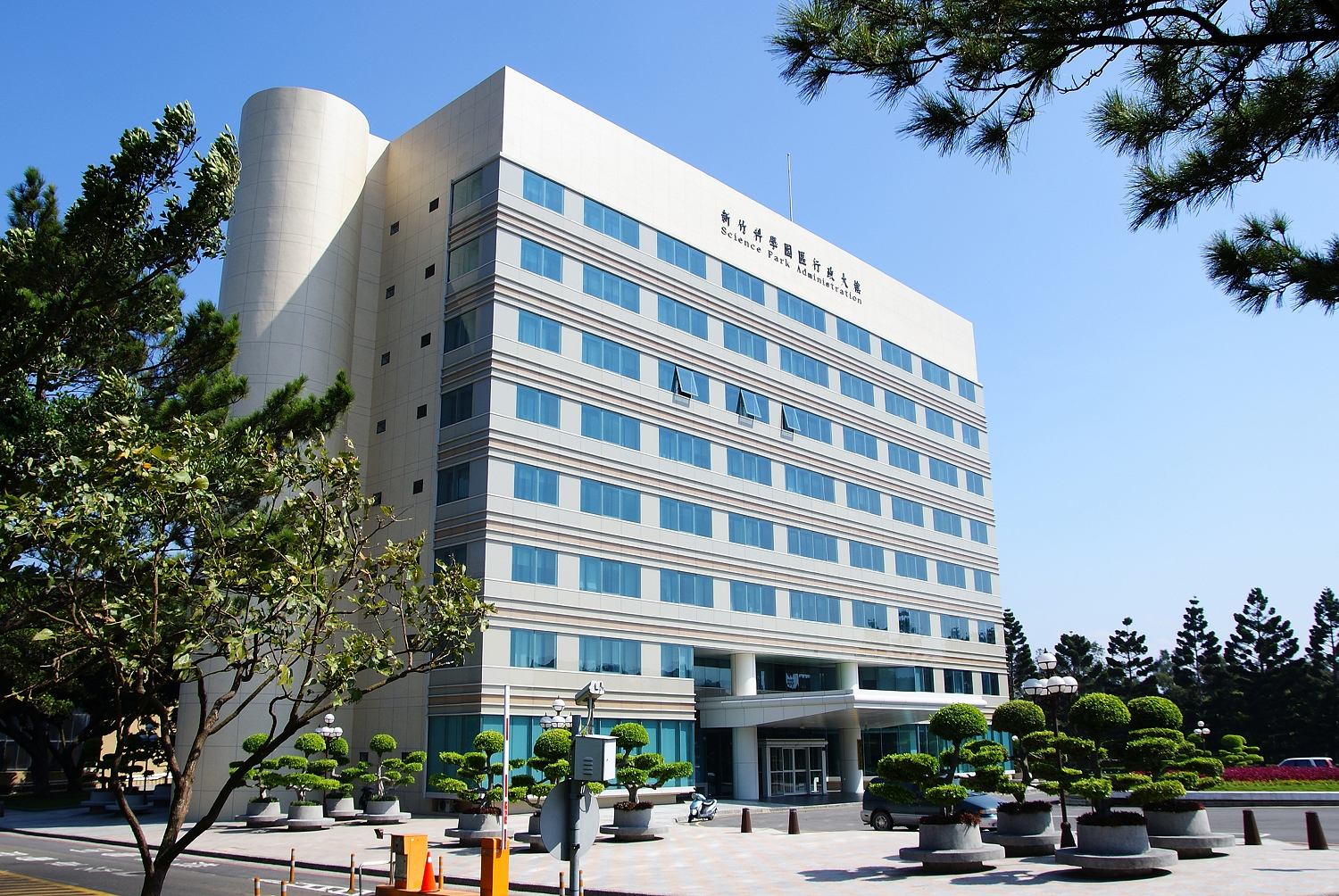
新竹科學園區行政大樓

新竹科學工業園區並不是正式的行政區劃，而是一個跨越新竹市東區、新竹縣寶山鄉，毗鄰但未跨越竹東的一個科學工業園區，也是台灣第一個科學園區。
因為座落於新竹縣市，又以新竹市為主要的腹地，常有人錯以為是新竹市的一個行政區。往往在寫地址時，科學園區必須明確被標示出，這樣才容易辨視所在地點。因為有些路跨越新竹縣市或鄉鎮，但門牌號碼卻延續而沒有因為跨越鄉鎮而重編號碼，所以若不寫明「新竹科學園區」往往會造成信件投遞者及用路人的誤判。

### 市中心
原先市區範圍位於東門（迎曦門）、西門（挹爽門）、南門（歌薰門）、北門（拱辰門）四大城門內，目前主要位於北區和東區的交界地帶，大致以站前商圈為核心，站前廣場也重新裝修開幕，裡面進駐多家餐廳，早期的商業中心是目前的北門街一帶，目前已轉移至站前商圈為主，新竹市區的發展範圍已經越過早期四大街（即北大路-南大路-西大路-東大路）的範圍，目前新竹市核心繁榮區大致範圍西抵成功路，北抵湳雅-舊社，東抵關東橋，南抵牛埔路，而一般人口中的市區主要還是在鐵路和經國路圍成的半圓內。除了新竹市區本身外，新竹市郊區也有規模不一但沒有跟新竹市區連成一體的市區，例如新竹南寮漁港一帶的市區、三姓橋-大庄路周邊。

## 文化

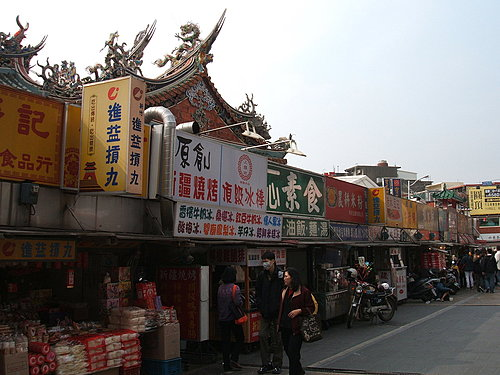
新竹都城隍廟

### 語言
新竹市通行現代標準漢語，其他通行的漢語以臺語（臺灣閩南語）為主，另有市郊不少客語（臺灣客話）的使用者，市郊居民多能通曉這二至三種語言。部分受過臺灣日治時期教育的年長市民能以日語溝通。
新竹市通行臺語為偏泉腔。而市郊客語主要腔調的比例，可以嘗試用來推測市郊臺灣客家人來自各祖籍的比例，但這樣的做法容易造成疏漏，閩粵各地不同腔調人群彼此影響同化的現象廣泛存在於臺灣。調查結果發現，在符合《客家基本法》定義且會說客家話的客家民眾當中，與他人溝通的客家話腔調以「海陸腔」的比例最多，其次為「饒平腔」。

### 文學
目前為止，還沒有「新竹文學」、「新竹文學發展」之類的專著出版；碩博士論文則有張宏誠〈台灣解嚴後縣市文學獎研究(1987~2010)〉、薛建蓉〈清朝台灣本土士紳角色扮演及在地意識研究—以竹塹文人鄭用錫與林占梅為探討對象〉、許楓萱〈清朝明志書院研究〉、武麗芳〈日據時期竹塹地區詩社研究〉、黃美娥〈清朝台灣竹塹地區傳統文學研究〉等文章；期刊論文則有黃美娥〈北台文學之冠─清代竹塹地區的文人及其文學活動〉等文章。
- 古典文學作品的編輯成果，目前已知的有：蘇子建編輯《塹城詩薈》上冊‧詩話篇、下冊‧詩掇篇[41]與《鄉詩俚諺采風情漫筆篇》、《鄉詩俚諺采風情(鄉音篇)》、《鄉詩俚諺采風情(歲時篇)》、《鄉詩俚諺采風情(餘談篇)》詹雅能編輯《竹梅吟社與《竹梅吟社師鈔》》、《梅鶴齋吟草》（作者：林鍾英）、《林占梅資料彙編》、《張純甫全集》等。
- 民間文學作品的編輯成果，目前已知的有：蘇子建編輯《鄉詩俚諺采風情漫筆篇》。
- 現代文學作品的成果，目前已知的有：「陳秀喜全集」、「周伯陽全集」、《邵僩散文精選集》、《有情‧有義‧眷村情－眷村徵文作品集》等。

新竹市文化及改制前的新竹市文化中心，持續舉辦的活動有：全國文藝季、竹塹文學獎徵文活動與作品集出版、竹塹文獻雜誌、文化講座。
推廣、贊助文學活動的基金會有「台積電文教基金會」與「新竹社會教育館社會教育基金會」與福田基金會 ；至於全國與地方性的文學社團，目前似乎沒有一個。
新竹市籍的作家除了陳秀喜（台灣第一位女詩人），境內還有林柏燕、鄭世璠、邵僩、呂誠敏、洪惠冠等現代文學作家。確定出生在新竹縣市的作家、文學評論者有：田新彬、江上（本名：江文雙）、法藍西斯（本名：謝岱玲）、袁瓊瓊、張守禮、張曼娟、野聲（本名：曾繼雄）、黃娟（本名：黃瑞娟）、楊維晨、詩薇（本名：羅秀珍）、趙妍如、趙莒玲、劉賢妹、鄭明娳、鄭明痕、李東霖、澍文（本名：唐美惠）。不確定是否在新竹市、新竹縣出生，但是歸入新竹市籍者，有范文芳、王安祈、張武恭、馮菊枝、陳銘磻、郭光仁、郭兀、李舫、李啟華等人。

### 古蹟
「新竹市中心腹地有限，只能就現有的規模整理、更新；但是，由於城市的歷史文化悠久，遺留下來的資產無限」從清朝到日治時期，新竹一直身為北部政經要鎮，擁有國定古蹟5處，市定古蹟26處，及歷史建築11處， 這個身分為新竹遺留下一筆豐厚的文化資產。時代變遷下，新竹曾一度被遺忘、蒙塵，如今只要擦亮這個「百寶箱」，就能讓新竹市再現耀眼光彩。

### 文化資產
在有形文化資產方面，新竹市文化局及改制前的新竹市文化中心，已經調查研究並且出版成果的有形文化資產有：

#### 古蹟、歷史建築、聚落：
- 新竹東門城
- 鄭用錫宅第
- 鄭用錫墓
- 新竹火車站
- 新竹州廳
- 新竹城隍廟
- 新竹關帝廟
- 新竹長和宮
- 新竹鄭氏家廟
- 新竹金山寺
- 張氏節孝坊
- 蘇氏節孝坊
- 楊氏節孝坊
- 李錫金孝子坊
- 新竹水仙宮
- 新竹市古蹟公園
- 新竹神社
- 新竹信用組合
- 新竹州圖書館
- 新竹專賣局
- 新竹市役所
- 新竹高中劍道館
- 香山火車站
- 辛志平校長故居
- 李克承博士故居
- 周益記
- 香山天后宮
- 竹蓮寺
- 內天后宮
- 新竹市孔廟
- 有樂館
- 新竹公會堂
- 新竹市眷村列表
- 新竹市消防博物館
- 新竹觀測所
- 日本海軍第六燃料總廠

#### 文化景觀
- 南寮漁港
- 塹港富美宮
- 新竹代天府

而在無形文化資產方面。至2012年2月10日為止，新竹市文化局及改制前的新竹市文化中心，已經調查研究並且出版成果的無形文化資產有：

#### 傳統藝術
- 漆藝家彭坤炎[46]
- 新竹蓪草-世界手工藝博覽會法國巴黎主辦創意獎殊榮。
- 新竹國際玻璃工藝節。
- 竹塹北管藝術團。
- 新竹市竹塹國樂節。
- 新竹地區荔枝節。
- 新竹市貢丸米粉節。
- 湄洲祖廟 正三媽繞境18鄉鎮活動。
- 寒單爺的故鄉—新竹市[47]。
- 古物
- 唐朝 古琴 萬壑松[48]。
- 竹塹古文書。
- 十八羅漢渡江圖 [49]。
- 淡新檔案 [50]。
- 淡水廳築城案卷。

### 飲食文化
新竹市為北台灣的古城，亦有「風城」的封號。美食主要以台菜為主（新竹都城隍廟周邊代表），融合各地外省菜系以及客家菜。當地著名的特產小吃包括有：新竹貢丸 、米粉、肉圓、蚵仔煎、粄條、牛肉麵、小籠包等。小吃多數集中在城隍廟與市區一帶北門街商圈，其他小吃則散布於各夜市如: 樹林頭夜市、虎林夜市、清大夜市等。

### 體育
新竹市立體育場內的設施以田徑場、自由車場，及中正棒球場為代表。新竹市立田徑場自民國43年以來多次舉辦省運動會、區運動會，及市運動會；因看台建物老舊，有鋼條裸露及排水不佳、積水不退等問題，於2020年完成看台及周邊圍牆拆除，新竹市立自由車場則為北部地區唯一符合國際標準的自由車競賽場地；而新竹市立中正棒球場原計畫命名為「新竹市立王貞治紀念棒球場」在1976年落成啟用，並預計邀請王貞治蒞臨球場落成及銅像揭幕典禮，唯總統蔣中正於興建期間過世，球場便順勢改名為「新竹市立中正棒球場」。2017年行政院的「前瞻基礎建設計畫」預計來進行「新竹市棒球場拆除重建計畫」，將原有的比賽場地重建整平、並強化排水設施，新場地救援投手練習區將不設在界外區，而是專屬牛棚、而且增加復健室，隨著內野觀眾席的重建，移動內野燈柱至觀眾席後排，減少燈柱擋住觀看視線的情形，並增設外野LED記分板，惟左右外野全壘打牆離本壘距離由原先330英呎縮短為325英呎。2019年，味全龍球團宣布自從2022年開始至2037年為止主埸將位於新竹中正棒球場。
除此之外，新竹市立體育場還包含一個體育館（內有標準籃球場及羽球場）、四個網球場、兩個游泳池、香山綜合運動場、多功能競技館、棒壘球場暨網球場等多項運動設施。

## 教育

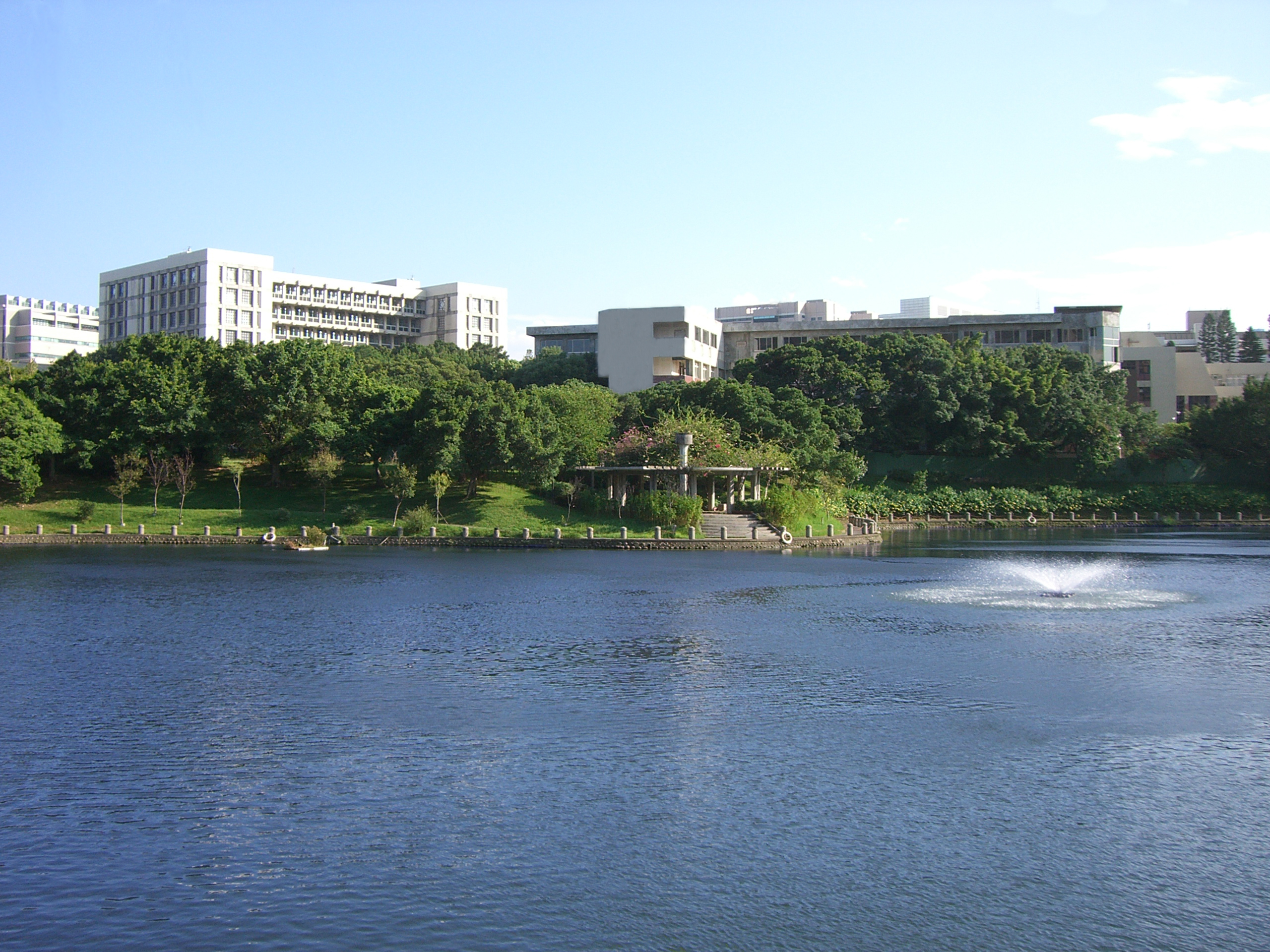
國立陽明交通大學竹湖

明志書院遷建於今西大路和西門街交會點附近後，成為新竹最早的公學，日治時代設立各級中小學。
新竹市為北臺灣重點教育中心之一，目前擁有大專院校5所，分別為國立清華大學、國立陽明交通大學、中華大學、玄奘大學、元培醫事科技大學等五校。其中「國立清華大學」與「國立陽明交通大學」已納入中華民國教育部邁向頂尖大學計畫為政府重點發展大學。公私立高級中等學校12所，分別有國立新竹高級中學、國立新竹女子高級中學、國立新竹科學園區實驗高級中等學校、新竹市立建功高級中學、新竹市立成德高級中學等普通型高級中等學校五校，國立新竹高級工業職業學校、國立新竹高級商業職業學校、新竹市私立世界高級中學等技術型高級中等學校三校，以及新竹市立香山高級中學、新竹市私立光復高級中學、新竹市私立天主教磐石高級中學、新竹市私立曙光女子高級中學等普通高中及技職類科兼辦的綜合型高級中等學校共四校，共十二校。其他公私立教育機構計有12所國民中學、33所國民小學、1所幼兒園。

## 醫療院所

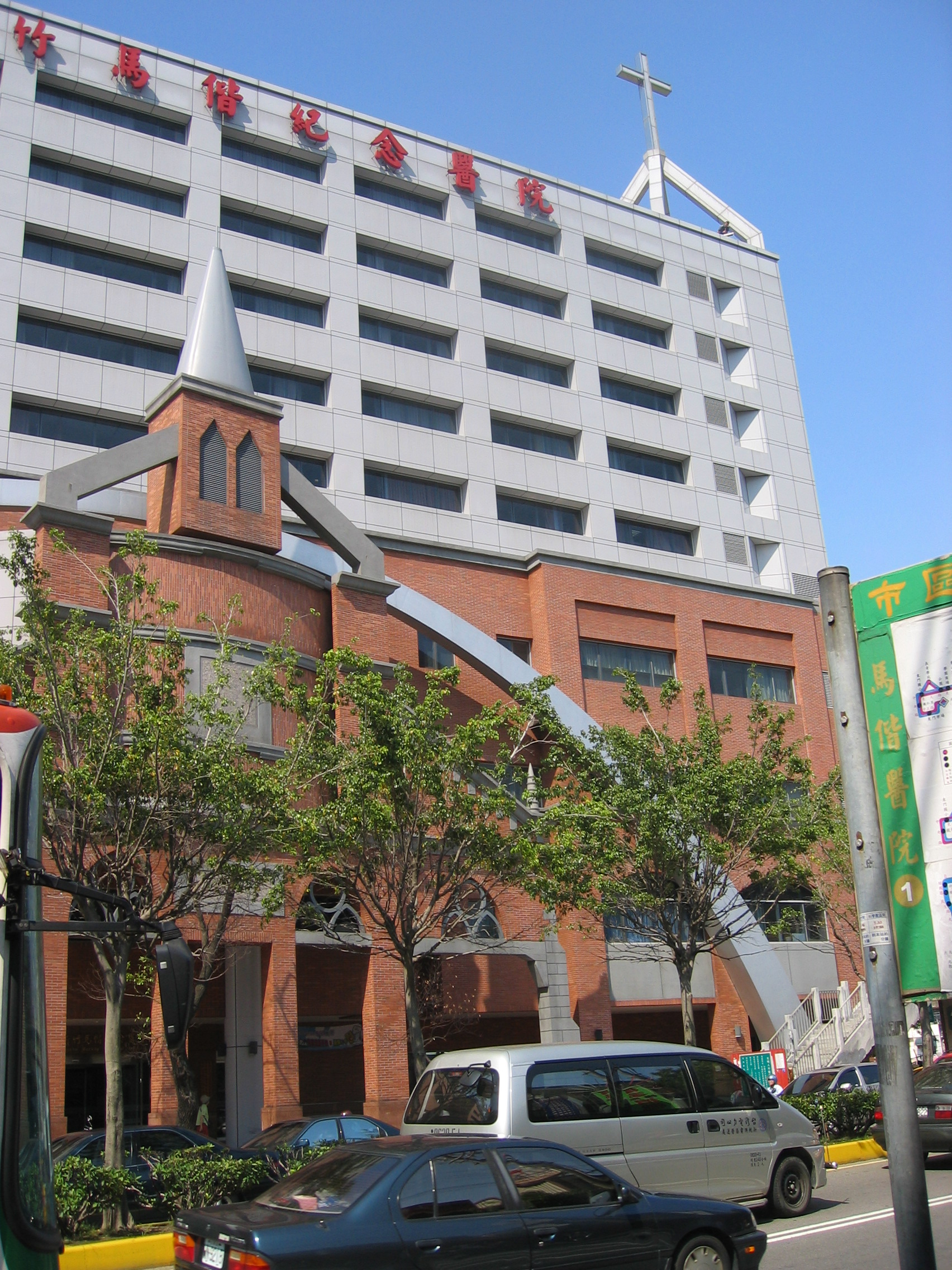
臺灣基督長老教會馬偕醫療財團法人新竹馬偕紀念醫院

- 醫學中心包含國立臺灣大學醫學院附設醫院新竹臺大分院新竹醫院
- 區域醫院包含臺灣基督長老教會馬偕醫療財團法人新竹馬偕紀念醫院
- 地區醫院包含新竹國泰綜合醫院、南門綜合醫院、國軍桃園總醫院新竹分院
- 兒童醫院—新竹市立馬偕兒童醫院
- 公立診所包含國立清華大學附設診所

## 市民卡
新竹市市民卡是台灣首次整合市政建設發行之悠遊卡。設籍新竹市之市民可免費申請市民卡，作為市民身分識別，具有交通、文化、健康及社會福利等市政服務功能。

## 交通

### 機場
新竹機場開闢於日治時期，為軍用機場，可利用驛前大道（今中正路）直通新竹火車站---城市軸線，目前為中華民國空軍新竹基地的一部份。1998年元旦開放為軍民兩用，有7家航空業者服務，但同年因國華航空自新竹起飛，預定飛往高雄之航班因機件故障墜毀，而於9月起停止民航。地方近年則有希望重啟新竹機場民航服務的呼聲，以提供新竹居民與竹科廠商飛行兩岸與區域國際航線的客貨運服務。

### 鐵路
臺鐵
新竹車站位於新竹市區的中心，與新竹科學園區距離2公里，桃竹苗生活區之區間的通勤多仰賴鐵路運輸。新竹市的鐵路最早可追溯到清末，當時的鐵路由雞籠通車至新竹。日治時期，縱貫鐵路由新竹繼續向南興築，並自新竹驛開闢支線西北向新竹機場、東向竹東（後來的內灣線），使新竹車站取代北門街成為新竹城市的中心，成為新竹地區的交通樞紐。配合台鐵捷運化政策，內灣線新竹市段全數高架化，也新增三座通勤車站，促使沿線的新竹科技特定區和關埔重劃區得到更好的發展，也讓新竹市民能更快速、便利的到達高鐵車站。未來更在研議新竹市區鐵路地下化的方案，希望藉由鐵路地下化，改善市區道路容易壅塞的問題，並帶動新竹市區高度發展，打通東西兩邊市區的交通，鐵路兩側市區得到平衡的發展，藉由延續前站高度的商業發展，達成行政院提出的新竹後站都市更新案的目標－時尚購物中心。

### 公車
市區公車
新竹市連接18鄉鎮的大眾運輸主要為公共汽車，有諸多班次和路線，以新竹車站為中心往復行駛，服務學生以及老年人為主，其中以藍1區和藍15區的運輸機能較發達，其他路線車次甚少，路線主除了綠線、50路～53路、81路、83路及182路外皆由新竹客運行駛，全票15元 半票8元。
城際客運
市郊及鄰近18鄉鎮城際間的運輸由新竹客運、中壢客運和苗栗客運營運，由新竹市區通往新竹縣、桃園市與苗栗縣。
與城區的客運相比，行經國道的長途客運則相當發達，班次頻繁，中山高新竹交流道附近平均三分鐘就有一班。大多來往於新竹至台北，目前於新竹提供服務的客運公司有：新竹客運、苗栗客運、中壢客運、台中客運、三重客運、統聯客運、豪泰客運、和欣客運、阿羅哈客運、國光客運、亞聯客運、日豪客運，到其他縣市相當的方便。目前國道客運皆已全數移至2016年啟用的新竹轉運站內營運，改善以往火車站前的交通混亂。
園區免費專車
新竹科學工業園區有免費專車維持園區內的大眾運輸。

### 自行車
新竹市擁有的新竹市公共自行車租賃系統為YouBike微笑單車，2016年5月啟用，截至2017年6月8日共有37個站點。

### 海運

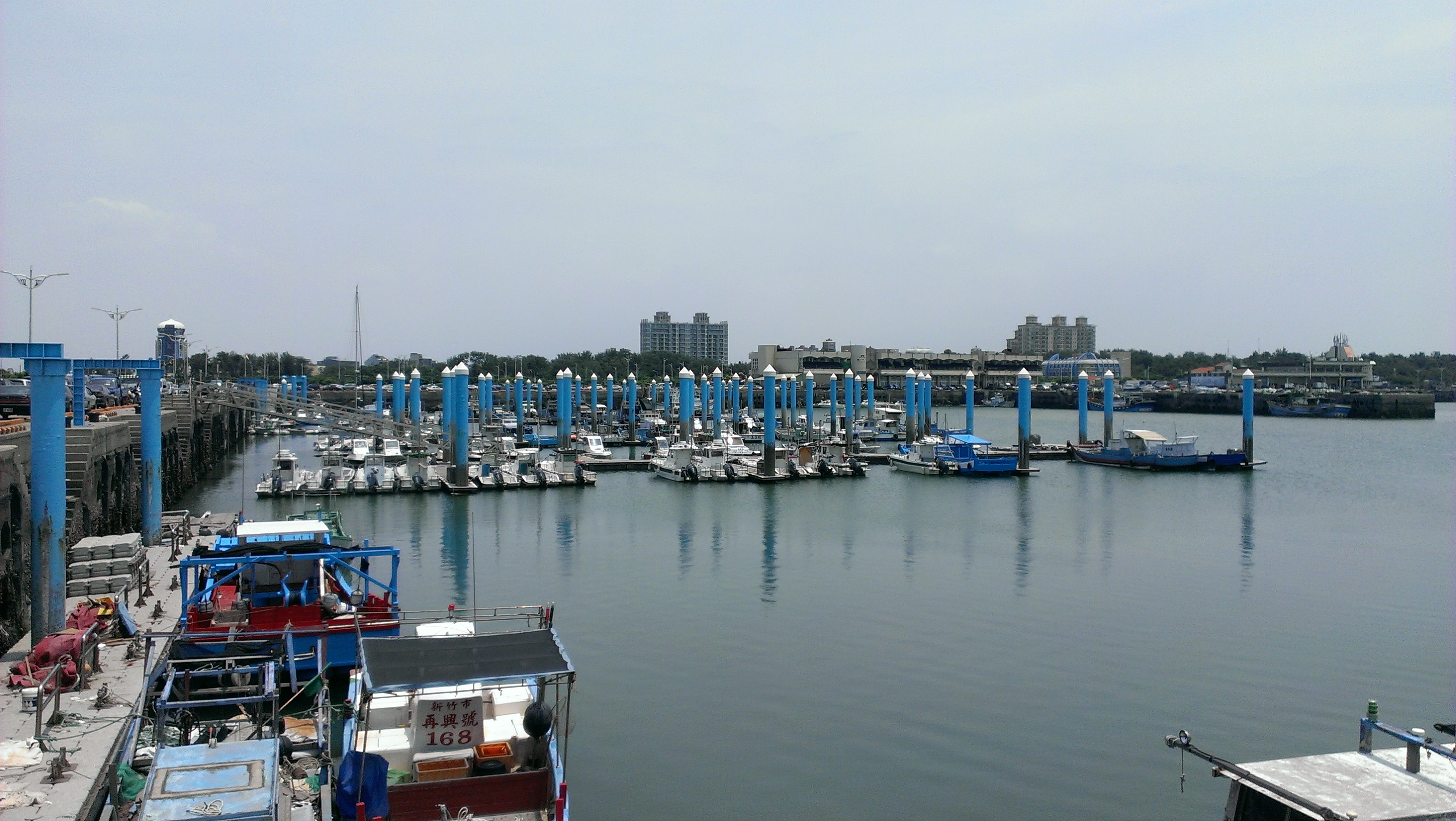
新竹南寮漁港碼頭區

新竹市現有漁港包括新竹漁港與海山漁港，無工商業貨物運輸，主要功能為近海漁業及觀光遊憩。
爭取新竹港規劃為「觀光科技港」，已完成可行性評估。新竹港內將劃設部分陸域與泊地，作為「客貨運專用區」，先行試航，中長期規劃南側以BOT方式闢建觀光科技港，成為竹科專用港及台中港輔助港。距離中國大陸最近的縣市，約68海里，從新竹搭船到平潭約僅兩小時。新竹漁港規劃為商港，緣於竹科產業及台商需求。
新竹漁港前身為南寮漁港，1981年動工改建，於1991年完工啟用。可以容納50噸級漁船600艘，150噸級漁船可以全天候進出漁港，為台灣西北部地區最優良之避風港。海山漁港位於香山區海山漁村，天然條件稍差。新竹市現有動力船筏133艘，其中動力舢板32艘；20噸以下漁船48艘；20至50噸漁船32艘，50噸級以上漁船21艘。

### 公路
國道
- 國道一號中山高速公路
  - 新竹交流道95A 新竹 ：位於東區，公道五路、光復路（縣道122號、縣道117號共線）、新安路，鄰近新竹科學園區、清華大學、陽明交通大學，就近可接慈雲路經國大橋（縣道117號）到竹北市。連絡新竹市區、竹北市、竹東鎮
- 國道三號福爾摩沙高速公路。
  - 茄苳交流道103 茄苳：位於香山區，五福路（縣道117號）、茄苳景觀大道，鄰近中華大學、玄奘大學、元培醫事科技大學與香山客運站。
  - 香山交流道109 香山：位於香山區與竹南鎮交界，中華路（台1線），連絡新竹市區、竹南鎮、頭份市。

省道
新竹市的公路建設長期受到省政府及中央政府的漠視，以致於現有省道多為南北向通過性質，而無以新竹市為中心規劃之公路建設，如歷史悠久的縣道122號南清公路，亦只是縣道等級。
- 台1線：南北向之重要幹道，貫穿市中心位置，路線大致與縱貫鐵路平行，往北可達竹北、湖口等地，往南可至竹南鎮、頭份市等地。
- 台13線
- 台15線
- 台61線：浸水橋以北未定，暫以台15線代替
- 台68線：由市區北緣通過，可連結新竹市區到南寮、新竹科學園區、芎林、竹東等地的交通。

縣道
- 縣道117號(23~42.5K)：經國橋交流道23.35K（台68線）→新竹科學園區25.4K（與縣道122號共線起點）→新竹交流道25.9K→新竹公園27.8K（與縣道122號共線終點），轉南大路往南→明湖路口32.1K→柴橋路口33.7K，續接香山區茄苳交流道（國道三號）35.85K(茄苳景觀大道)→五福路二段路口36.4K→內湖42.363K（終點，台1線岔路，中華路六段與五福路一段路口）
- 縣道122號(0~11.5K)：起點在北區的南寮，通過新竹市區，在東區的關東橋往東進入竹東。主要由東大路與光復路組成。是連絡竹東與新竹市的要道。

自行車道
目前新竹市自行車道主要以遊憩型為主，最著名的案例即為十七公里海岸風景區的新竹海八景自行車道的佈設，每每假日吸引無數遊客前往旅遊。未來亦將以新竹為中心向南北擴大路線，佈設頭前溪沿岸的自行車路網。
至於通勤型自行車道，由於新竹市區路幅較小，目前尚未出現。未來將隨著綠園道的規劃，人行道的拓寬，將規劃數條自行車道，建構完善的綠色通勤路網。

## 休閒旅遊

### 藝文設施
- 新竹市美術館
- 新竹241藝術空間
- 新竹市鐵道藝術村
- 國立新竹生活美學館
- 新竹市文化局演藝廳
- 竹師藝術空間 [55]
- 黑蝙蝠中隊文物陳列館

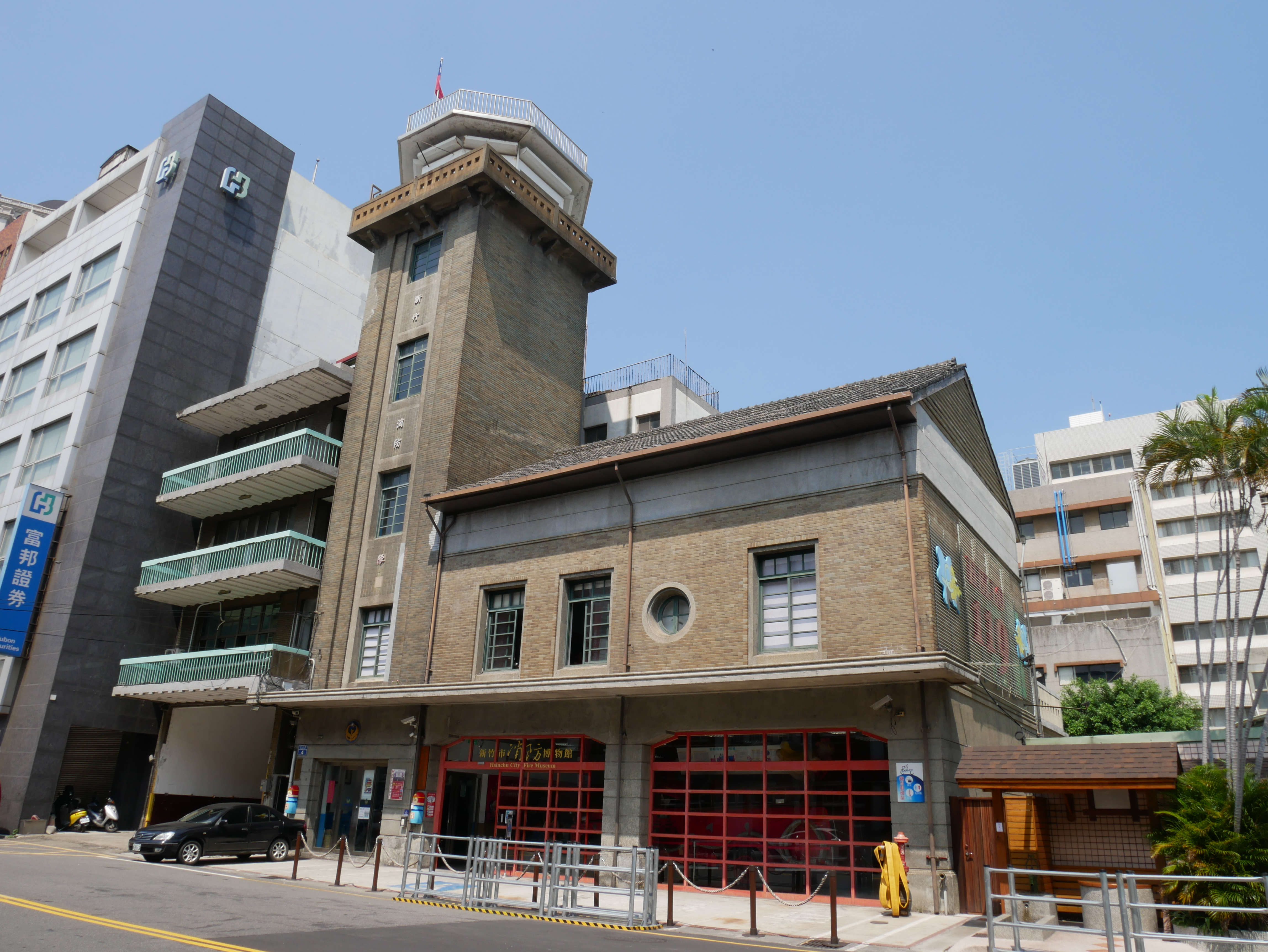
新竹市消防博物館

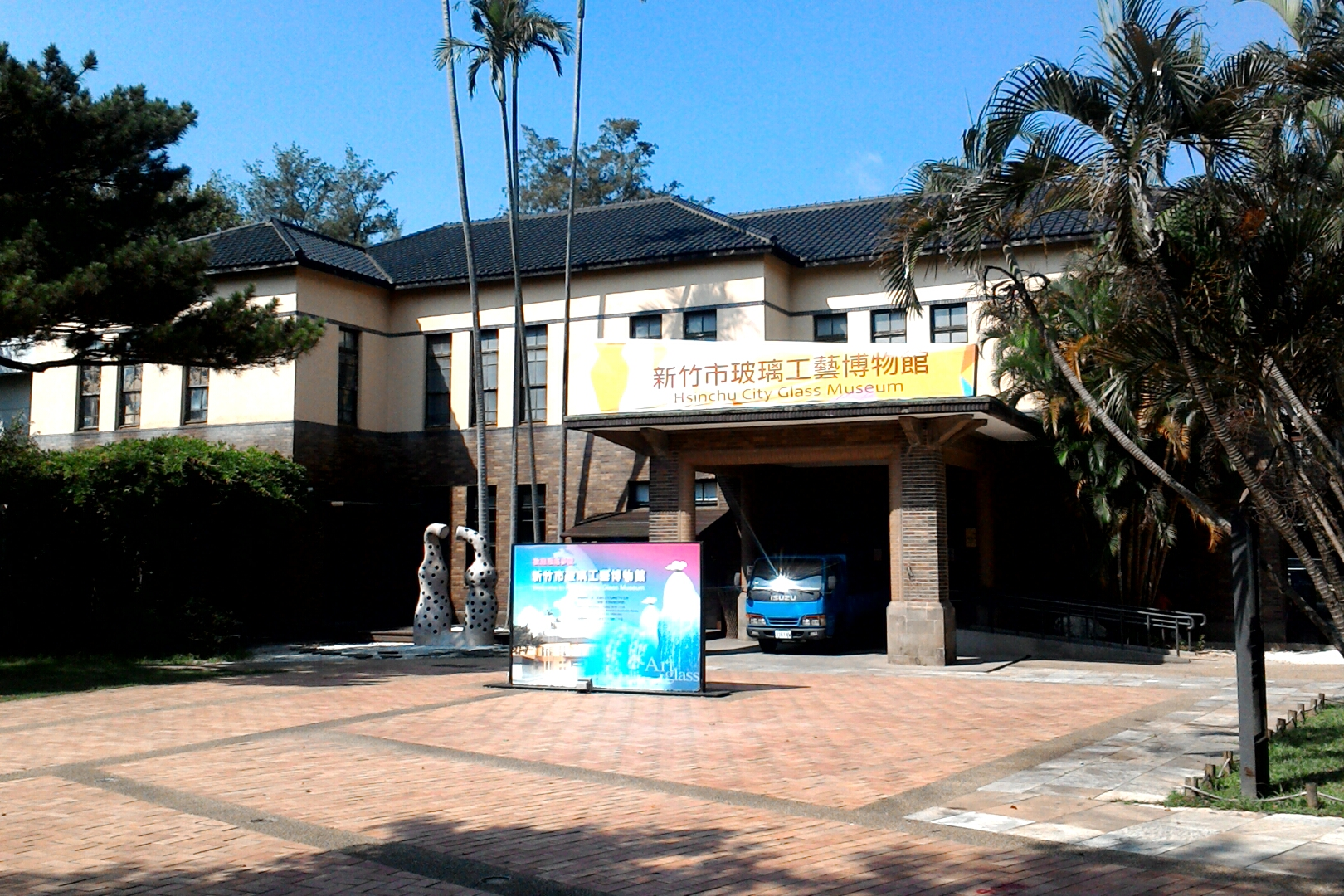
新竹市立玻璃工藝博物館

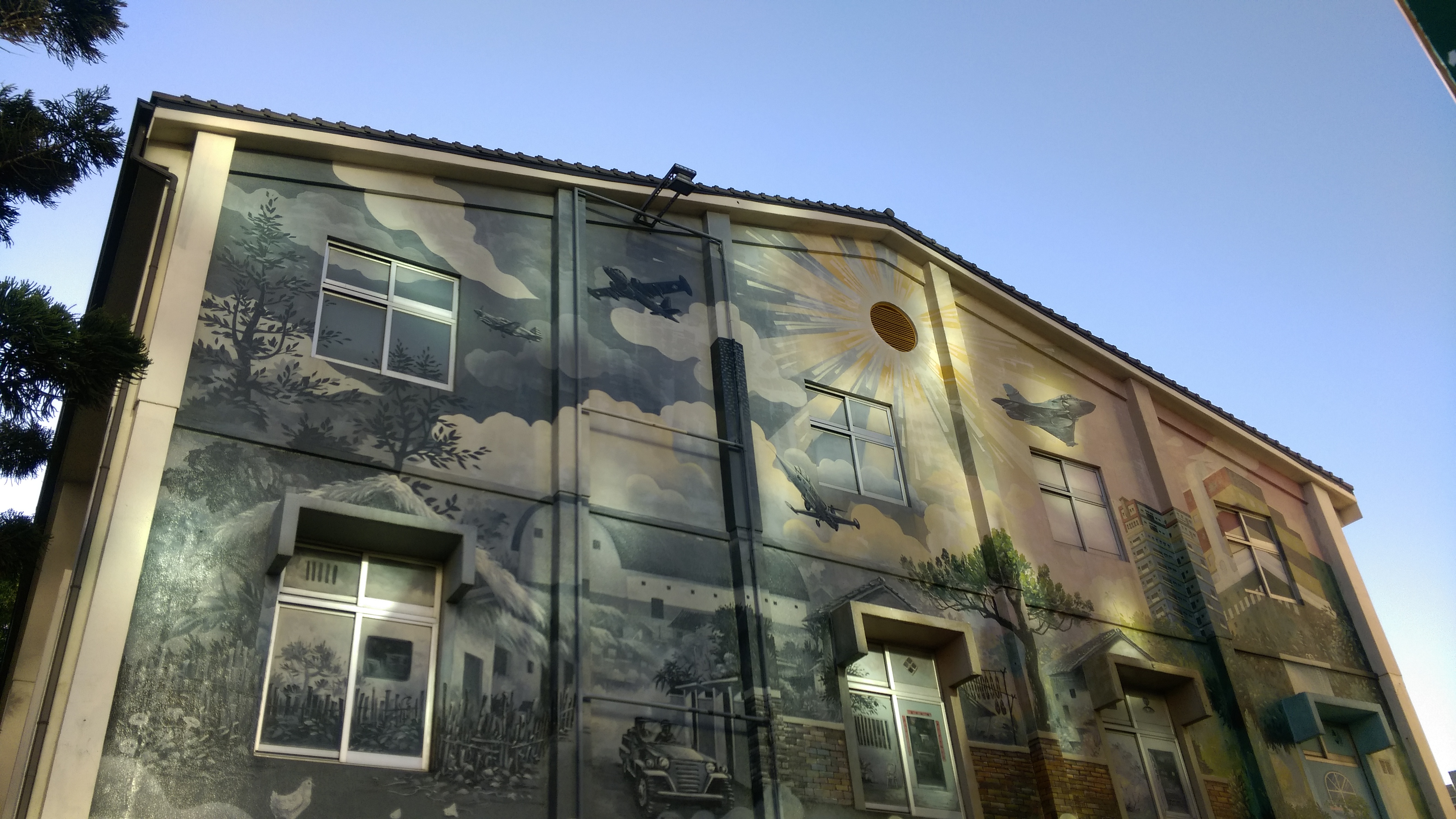
新竹市眷村博物館的外牆

被中華民國博物館學會列入《台灣博物館名錄》之博物館有：
- 國立交通大學藝文中心
- 國立清華大學藝術中心
- 中華大學藝文中心
- 艾笛空間藝術中心
- 李澤藩美術館
- 新竹市文化局影像博物館
- 新竹市立玻璃工藝博物館
- 新竹市風城願景館
- 新竹市立動物園
- 新竹市眷村博物館
- 新竹市消防博物館

### 景點

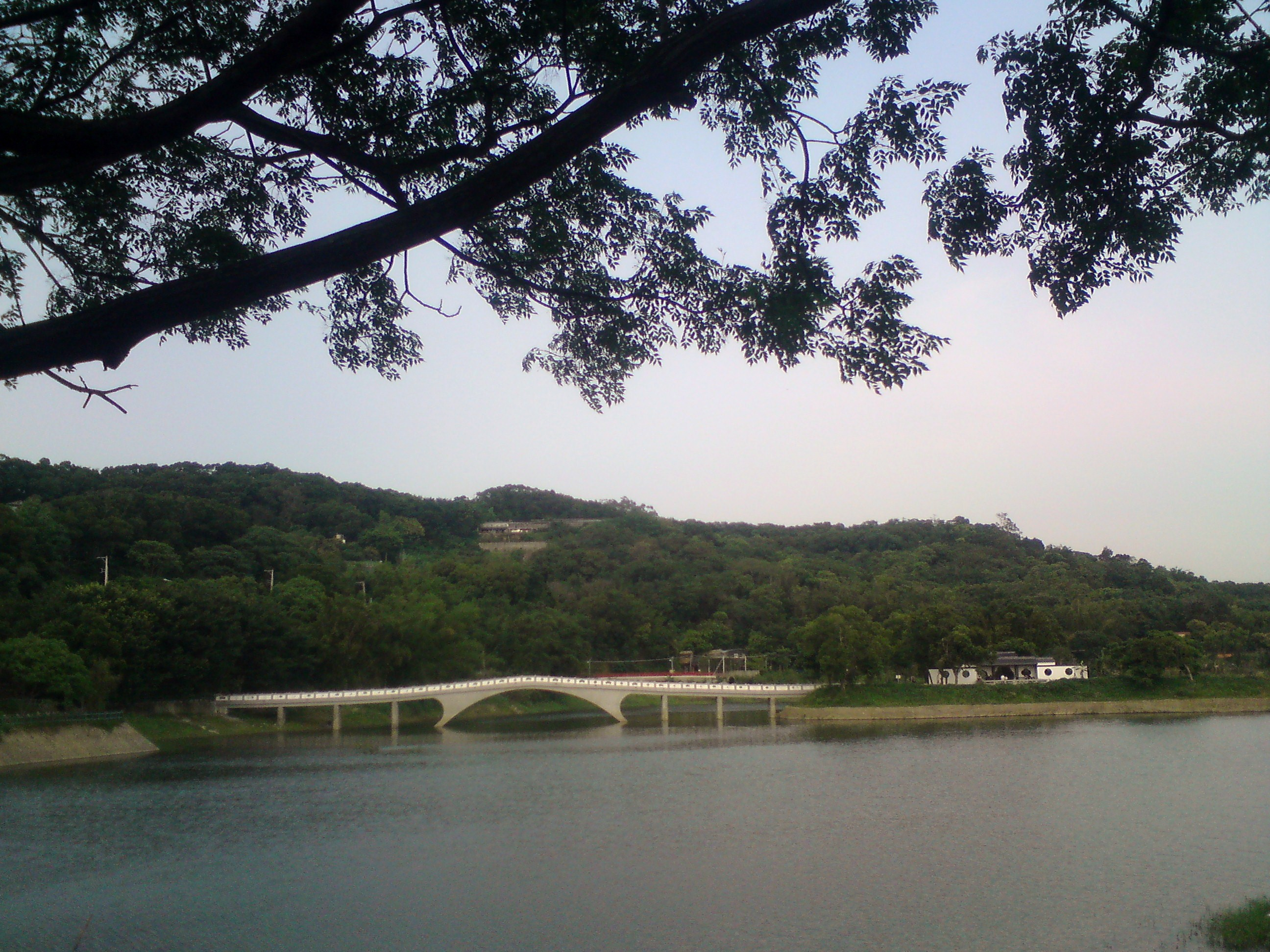
新竹青草湖風景區

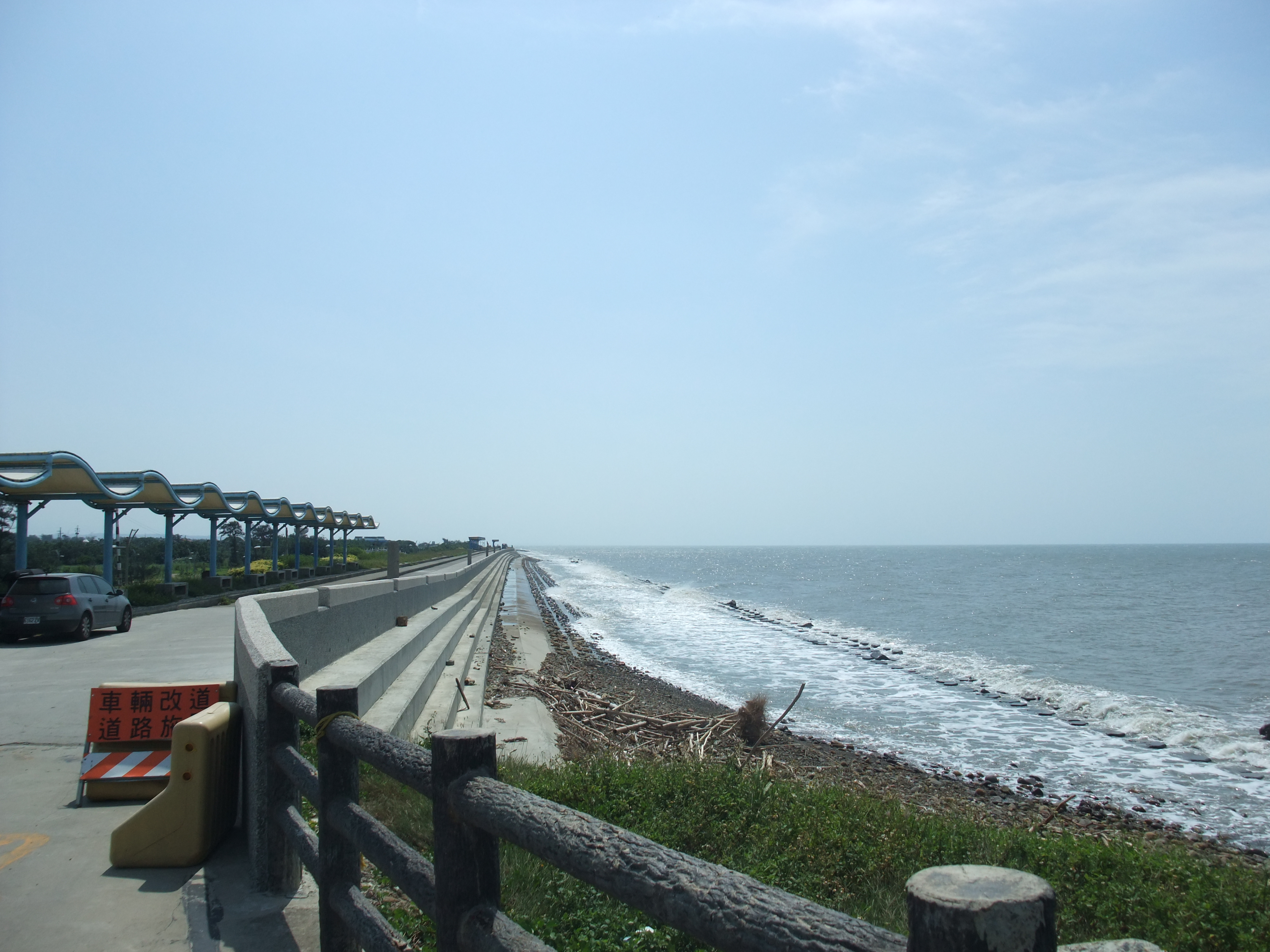
港南濱海風景區海景

| 新竹新八景 - 新竹漁港 - 青草湖 - 護城河親水公園 - 交大竹湖 - 港南運河 - 新竹動物園 - 十八尖山 - 古奇峰 | 新竹夜八景 - 護城河 - 新竹都城隍廟 - 新竹市立玻璃工藝博物館 - 新竹車站 - 茄苳景觀大道 - 港南濱海風景區 - 新竹科學園區入口光柱 - 天公壇公園吊橋 | 新竹海八景 - 新竹漁港漁船碼頭 - 看海公園 - 海天一線 - 港南運河 - 紅樹林公園 - 風情海岸 - 海山漁港 - 南港賞鳥區 |

### 節慶
- 春：十八尖山賞花月（雅山芳跡）
- 夏：十七公里海岸線風景看海月（香山觀海）
- 秋：貢丸米粉節（北門旌旗）
- 冬：玻璃藝術節（東門迎曦）

### 自然景點
- 十九公頃青青草原風景區
- 香山濕地：景點，香山觀海

### 商圈

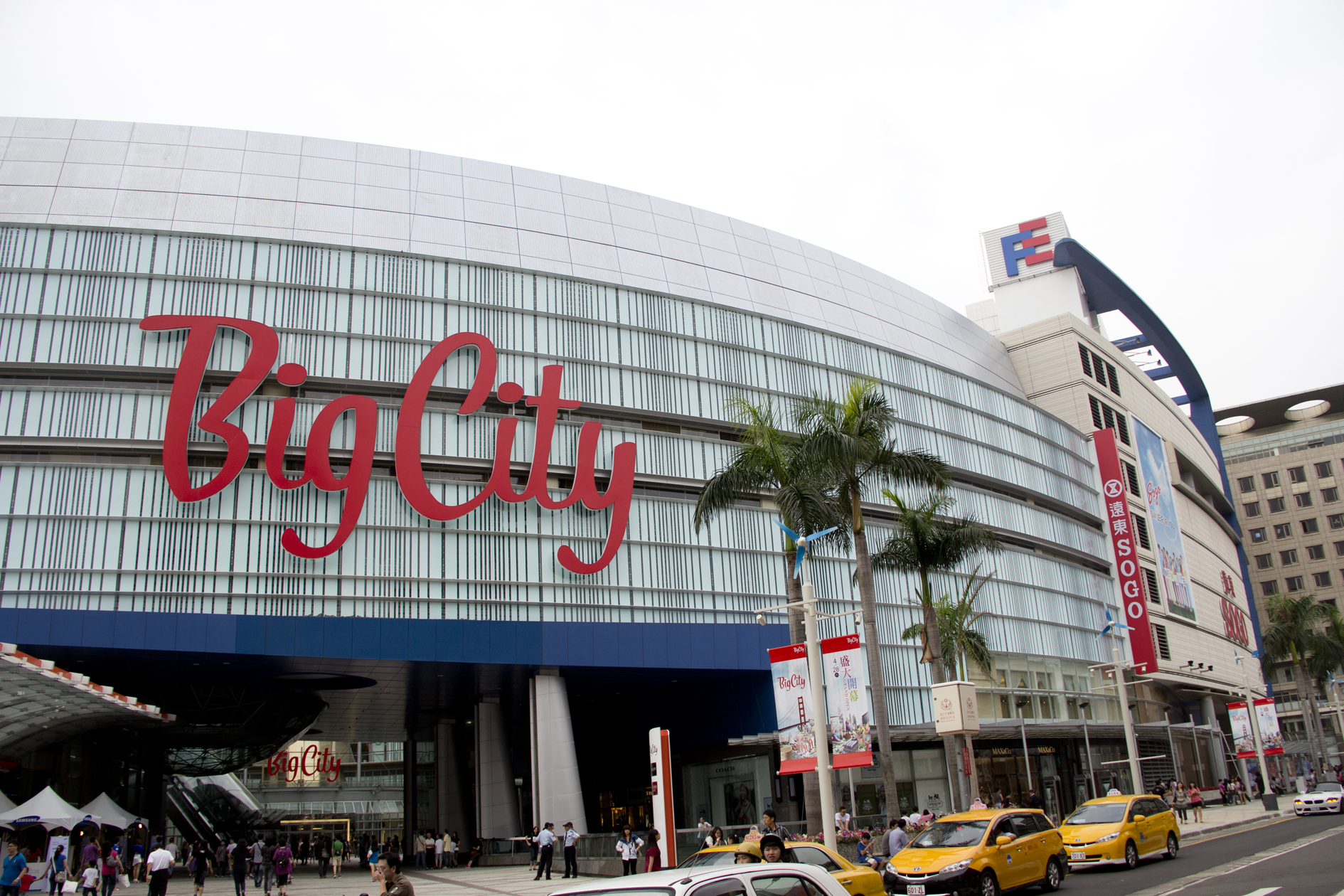
Big City遠東巨城購物中心

新竹市區本身除上述提到之站前商圈外其它包括東門圓環、護城河兩側，目前東門圓環、護城河也是新竹市主要的商業活動與商店聚集地之一，週五晚上與週六晚上在護城河與東門圓環內的表演舞臺常有藝文節目，讓藝術氣氛導入商圈，近年也會因應節日在東門圓環上做擺設，且護城河（林森路至世界街段）接新竹市演藝廳為護城河最優美的一段，同時經過新竹市區的精華與新竹市政府後方，為缺乏公園與道路綠化的新竹市區增添珍貴的綠地與休閒之地。此外還有：東門商圈（東門市場周邊）、東門街商圈，中正臺與國際戲院附近（復興路、文昌街等），以及城隍廟、Big City遠東巨城購物中心、大遠百（遠東百貨）周邊是為新竹市區精華部份，也成為新竹市服務經濟與商業活動核心---北門街商圈， 還有清大商圈、光復路竹科商圈、金山商圈、大庄商圈、後站夜市商圈、光華湳雅商圈等。

### 綠地
新竹市區在清朝時已開始發展，缺乏都市計畫，因此市區路幅較狹小，公園綠地面積不足。新竹公園是目前新竹市內最大的公園，位於東區佔地約13公頃的公園，前市長林政則認為新竹市為一座小而美的城市，因此提出花園城市的政策，利用多處空地闢建公園綠地，例如十九公頃青青草原、文化局北大路側之公園。未來都市計畫中，更將市區部分路幅寬大、交通需求較小、上方已有高架橋的道路更改為綠大型園道，東大路部分路段將縮小路幅為十五米寬，一側規劃三十米寬的公園綠地，武陵路亦將於高架道路下設置大型帶狀公園，經國路旁設置綠園道，以及其他道路綠園道，構成新竹綠園道，結合自行車道、大眾運輸工具，其他道路則拓寬人行道，廣種植栽，期望打造充滿魅力友善的綠色生活城市。未來新增的都市計畫區如新竹科技特定區、關埔重劃區亦規劃多處公園及林蔭小道，使全市都具有新竹科學園區中綠色園道的景觀。

## 國際交流

### 姐妹城市
目前新竹市和11個城市締結為姐妹城市。其中嘉義市為國內城市，其餘10個城市分屬國外5個國家。
| 洲別   | 國家   | 轄區         | 城市名稱   | 締結時間      |
| ------ | ------ | ------------ | ---------- | ------------- |
| 亞洲   | 臺灣   | 臺灣省       | 嘉義市     | 2002年10月9日 |
| 亞洲   | 日本   | 岡山縣       | 岡山市     | 2003年4月21日 |
| 亞洲   | 日本   | 熊本縣       | 八代市     | 2024年9月29日 |
| 亞洲   | 菲律賓 | 巴拉灣省     | 公主港市   | 2006年2月10日 |
| 北美洲 | 美国   | 華盛頓州     | 富國市     | 1988年6月6日  |
| 北美洲 | 美国   | 俄勒岡州     | 比美頓市   | 1988年6月7日  |
| 北美洲 | 美国   | 北卡羅萊那州 | 卡瑞鎮     | 1993年3月31日 |
| 北美洲 | 美国   | 加利福尼亞州 | 庫比蒂諾市 | 2007年3月9日  |
| 北美洲 | 美国   | 德克薩斯州   | 布蘭諾市   | 2003年9月22日 |
| 大洋洲 |        | 新南威爾斯州 | 費菲市     | 1994年9月8日  |
| 大洋洲 | 帛琉   | 艾拉伊州     |            | 2011年4月20日 |

### 友好城市
| 洲別 | 國家           | 轄區   | 城市名稱 | 締結時間      |
| ---- | -------------- | ------ | -------- | ------------- |
| 亞洲 | 中华人民共和国 | 廣東省 | 惠州市   | 2010年8月17日 |
| 亞洲 | 中华人民共和国 | 天津市 | 濱海新區 | 2013年9月15日 |

### 全球最佳大學城市排名
台灣則有2個城市上榜，分別是新竹市與台北市。

### 全球十大道地美食目的地
新竹市以結合在地食材與料理方式，讓到訪旅客驚豔，與南韓全州市並列「街頭小吃精選城市」的亞洲代表城市。